# راي وودز
راي وودز (بالإنجليزية: Ray Woods)‏ (7 يونيو 1965 في المملكة المتحدة - ) هو لاعب كرة قدم بريطاني في مركز الوسط. لعب مع شروزبري تاون وكوفنتري سيتي ونادي ترانمير روفرز لكرة القدم وويغان أتلتيك وColne Dynamoes F.C. ‏ وكارنارفون تاون ‏.

## وصلات خارجية
- راي وودز على موقع قاعدة بيانات كرة القدم.إي يو (الإنجليزية)